# فريدريك شيلوبا
فريدريك شيلوبا (بالإنجليزية: Frederick Chiluba)‏ (المولود في 30 أبريل 1942) ثاني رؤساء زامبيا ،سياسي ونقابي زامبي حكم زامبيا من 2 نوفمبر 1991 إلى 2 يناير2002،عمل في بداية حياته سائق باص ثم موظفا زراعيا قبل أن ينخرط في الحياة النقابية ويرشح نفسه في أول انتخابات ديمقراطية في زامبيا أمام الرئيس كينيث كاوندا عام 1991 كمرشح للحركة الديمقراطية متعددة الأحزاب وفوزه فيها، أُعيد انتخابه عام 1996، وأحبط مخطط انقلاب عسكري على السلطة واعتقل كاوندا على إثرها، سعى إلى تعديل الدستور عام 2001 للسماح له بولاية ثالثة وفشل في ذلك وفاز بالانتخابات نائبه ليفي موناوازا ،اتهم بقضايا فساد واختلاس للأموال العامة وبدأت محاكمته عام 2004 وبرأ القضاء الزامبي شيلوبا في عام 2009،توفي شيلوبا في 18 يونيو 2011 بعد معاناته من مشاكل في القلب والكلى والمعدة عن عمر يناهز 69 عاما.

## وصلات خارجية
- فريدريك شيلوبا على موقع مونزينجر (الألمانية)
- فريدريك شيلوبا على موقع إن إن دي بي (الإنجليزية)

1. ↑   http://news.xinhuanet.com/english2010/world/2011-06/18/c_13936995.htm. {{استشهاد ويب}}: |url= بحاجة لعنوان (مساعدة) والوسيط |title= غير موجود أو فارغ (من ويكي بيانات) (مساعدة)
2. ↑  Brockhaus Enzyklopädie | Frederick Chiluba (بالألمانية), OL:19088695W, QID:Q237227
3. ↑  قضاء - القضاء يبرئ الرئيس السابق فريدريك شيلوبا من تهمة الفساد نسخة محفوظة 28 أغسطس 2020 على موقع واي باك مشين.
4. ↑  أفريقيا - وفاة الرئيس السابق فريدريك تشيلوبا بطل حركة الديمقراطية المتعددة الأحزاب في البلاد نسخة محفوظة 04 مارس 2016 على موقع واي باك مشين.

| المناصب السياسية  | المناصب السياسية         | المناصب السياسية   |
| ----------------- | ------------------------ | ------------------ |
| سبقه كينيث كاوندا | رؤساء زامبيا 1991 - 2002 | تبعه ليفي موناوازا |